# 杨宗时
杨宗时，直隶涿州人，清朝政治人物。
咸丰十年（1860年）至同治元年（1862年），擔任利川知县。